# 光岡・キュート
キュート（cute 、喜遊人）は、光岡自動車が販売していた認定中古車である。

## 概要
テーマを「春の息吹」として、日産・マーチK12型をベースとする自動車。ビュートの姉妹車である。ハッチバックスタイルで、フロントグリルは光岡らしいクラシカルなデザインだが、リアスタイルはベース車（日産・マーチ K12型）と同じデザインである。駆動方式はFFのみであり、最小回転半径は4.4mで、荷室は最高250L。
主な装備は、インテリジェントキーや、電動格納式ドアミラー、HDDナビゲーションなどの基本装備に加え、ソフトレザーシート（クリーム）であり、内装色はエクリュである。

## 車名の由来
- 「喜び遊ぶ人」、「喜遊人」と、英語で「可愛らしい」という意味の「cute」から。